# Sophia Schwabe
Sophia Schwabe (* 28. Juli 2003 in Duisburg) ist eine deutsche Hockey-Nationalspielerin.

## Karriere
Schwabe begann als Dreijährige in ihrer Heimatstadt Duisburg beim Club Raffelberg mit dem Hockeyspielen. 2021 schloss sie sich dem Düsseldorfer HC an und wurde in ihrer ersten Saison gleich deutsche Meisterin mit ihrem Verein. Auch 2022 und 2024 konnte der Meistertitel errungen werden.
International durchlief Schwabe die deutschen Nachwuchsmannschaften von der U-16 bis zur U-21. Mit diesen Mannschaften gewann sie zahlreiche Titel, unter anderem gewann sie mit der U-18-Nationalmannschaft 2021 die Europameisterschaft in Spanien und wurde zur besten Spielerin des Turnier ausgezeichnet. Mit der U-21-Nationalmannschaft wurde sie 2022 in Belgien wieder Europameisterin und hatte im Jahr zuvor den Vize-Weltmeistertitel in Südafrika errungen. Insgesamt erzielte sie in 40 U-Länderspielen 21 Treffer.
Am 26. März 2022 debütierte sie für die deutsche A-Nationalmannschaft gegen Spanien. Beim 1:1-Unentschieden gegen Argentinien am 13. Dezember 2024 gelang ihr ihr erster Länderspieltreffer. Bei der Europameisterschaft 2025 im eigenen Land nahm sie für Deutschland teil und wurde nach zwei erzielten Treffern beim 4:1-Auftaktsieg gegen Frankreich zur Spielerin des Spiels gewählt. Letztlich wurde sie mit Deutschland nach einer 1:2-Finalniederlage gegen die Niederlande Vizeeuropameisterin.

## Privat
Schwabe legte ihr Abitur am Duisburger Mercator-Gymnasium ab. In der Folge nahm sie als Polizeikommissarsanwärterin bei der Polizei Duisburg ein Studium zum gehobenen Polizeivollzugsdienst auf. Später wechselte sie als Sportsoldatin zur Bundeswehr und studiert Architektur.